# Баракат I
Баракат I (араб. زين الدين أبو زهير بركات بن حسن بن عجلان الحسني; бл. 1399 — 1455) — 33-й шаріф й емір Мекки у 1426—1455 роках. Повне ім'я Зайн ад-Дін Абу Зухайр Баракат ібн Хасан.

## Життєпис
Походив з гілки панівної династії Хасанідів — бану-катада. Син шаріфа Аль-Хасана II. Народився 1398/1399 року. 1407 року на прохання батька єгипетський султан Фарадж ан-Насір призначив Бараката співеміром Мекки. 1415 року їх обох було відсторонено від влади наказом султана Абуль-Фадля аль-Мустаїна. Баракат отримав від батька перше дипломатичне доручення, з яким добре впорався, переконавши 1416 року поновити себе та Аль-Хасана II в правах емірів Мекки. 1417 року повернувся на батьківщину. 1418 року батько наказав мекканцям присягнути на вірність Баракатові, збираючись у найближчому майбутньому передати йому усю владу.
1421 року вступив у суперечку з братом Ібрагімом, якого султан призначив ще одним співеміром. Ібрагім зрештою перебрався до Ємену, а невдовзі наказ про його призначення було скасовано. 1425 року єгипетський султан Барсбой аль-Ашраф відсторонив Бараката з батьком від влади, але вже невдовзі їх поновив. Для цього Аль-Хасан II вирушив до Каїру, звідки повернувся 1426 року. Втім розмір данини було збільшено з 20 тис. до 30 тис. срібних дірхемів. Невдовзі батько помер, й баракат став одноосібним володарем.
1426 року на вимогу султана прибув до Каїру, де був затверджений в титулах та правах, його брати принесли Баракату I присягу вірності. Натомість шаріф вимушен був погодитися сплачувати султану частку від митних зборів (мукус) порту Шаріфа в Джидді. Також султан змусив Бараката I погодитися з тим, що торговельну судна з Індостану не будуть сплачувати збори не в Шаріфі, а в Суеці, тобто напряму до султанової скарбниці.
Зберігав вірність Єгипту до самої смерті. Продовжував політику попередників, підтримуючи дипломатичні відносини з Бенгальським султанатом, від правителя якого — Джалал ад-дін Мухаммед-шаха — отримав кошти на спорудження величних медресе в Мецці та Медіні. Помер 1455 року. Йому спадкував син Мухаммад III.